# Maxanapis burra
Espèce
Synonymes
- Pseudanapis burra Forster, 1959

Maxanapis burra est une espèce d'araignées aranéomorphes de la famille des Anapidae.

## Distribution
Cette espèce est endémique d'Australie. Elle se rencontre en Nouvelle-Galles du Sud et au Queensland.

## Description
Le mâle décrit par Platnick et Forster en 1989 mesure 1,57 mm et la femelle 1,61 mm.

## Publication originale
- Forster, 1959 : The spiders of the family Symphytognathidae. Transactions of the Royal Society of New Zealand, vol. 86, p. 269-329 (texte intégral).